# 日本プロ野球の育成選手一覧
日本プロ野球の育成選手一覧（にほんプロやきゅうのいくせいせんしゅいちらん）では、育成選手制度で日本野球機構の球団に在籍した選手の一覧を示す。現在の育成選手については育成選手制度 (日本プロ野球)#現在の育成選手も参照。
カッコ内は育成契約を結んでいた年。太字は支配下選手登録になった選手。名前表記は、育成契約最終年の登録名を基準とする。

## 読売ジャイアンツ
- 相澤白虎（2023 - ）
- 青山誠（2014 - 2017途）
- 芦沢明（2007）
- サムエル・アダメス（2016途 - 2018途）
- アブナー・アブレイユ（2016 - 2016途）
- 阿部剣友（2021 - 2023）
- 雨宮敬（2012 - 2014）
- 荒井颯太（2018 - 2020）
- 安旭（2006途 - 終了）
- 伊集院峰弘（2010 - 2012）
- 石田隼都（2025 - ）
- 伊藤海斗（2022）
- 伊藤優輔（2022 - 2024途）
- 井上温大（2022 - 2022途）
- 隠善智也（2007 - 2008途）
- 呉猛（2006途 - 終了）
- ウーゴ（2016 - 2016途）
- 宇都宮葵星（2024 - ）
- エスタミー・ウレーニャ（2020 - 2020途・2022・2024 - 2024途）
- 大城元（2023 - ）
- 太田龍（2023）
- 大竹秀義（2016 - 2017）
- 大立恭平（2010 - 2012途）
- 大津綾也（2022 - ）
- 大抜亮祐（2007 - 2009）
- 岡本大翔（2021 - 2024）
- 荻野貴幸（2011 - 2014）
- 小沼健太（2024）
- ウィルフィン・オビスポ（2007 - 2007途・2008 - 2008途）
- 折下光輝（2018 - 2020）
- 笠井駿（2018 - 2020）
- 笠島尚樹（2021 - 2024）
- 梶谷隆幸（2023 - 2023途）
- 香月一也（2022 - 2022途）
- 勝俣翔貴（2022 - 2022途）
- 加藤脩平（2017 - 2019途）
- 加藤壮太（2020 - 2021）
- 加藤廉（2021 - 2024）
- 亀田啓太（2022 - ）
- 鴨打瑛二（2022 - ）
- 川相拓也（2015 - 2017）
- 川嵜陽仁（2022 - 2024）
- 川口寛人（2011）
- 川口容資（2008）
- 河野元貴（2010 - 2012途）
- 神田直輝（2010 - 2011）
- 菊地大稀（2022 - 2022途・2025 - 2025途）
- 岸敬祐（2011 - 2012途）
- 喜多隆介（2021 - 2021途）
- 北之園隆生（2014 - 2016）
- 北村流音（2023 - ）
- 木下幹也（2021 - ）
- 木村正太（2011）
- 京本眞（2022 - 2024途）
- フランシス・グズマン（2025途 - ）
- 黒田響生（2019 - 2022）
- 鍬原拓也（2021 - 2021途・2022 - 2022途）
- 小林大誠（2016）
- 小林高也（2012）
- 小山翔平（2018 - 2020）
- 財前貴男（2011 - 2012）
- 齋藤圭祐（2012）
- 坂口真規（2016 - 2017）
- 坂本工宜（2017 - 2019途）
- 坂本達也（2025 - ）
- 坂本勇人（2021 - ）
- 作田啓一（2007）
- 笹原操希（2022 - 2025途）
- 佐藤弘祐（2007 - 2008）
- 篠原慎平（2015 - 2017途）
- 下山学（2007）
- 代木大和（2025 - ）
- 吹田志道（2025 - ）
- 杉山晃紀（2009 - 2011）
- 柴田章吾（2012 - 2014）
- 鈴木圭晋（2025 - ）
- 鈴木誠（2007 - 2008）
- 鈴木大和（2022 - 2025途）
- 鈴木優（2022）
- 園田純規（2024 - ）
- マヌエル・ソリマン（2016途 - 2017）
- 髙井俊（2017 - 2020）
- 高木京介（2017途 - 2018途・2021 - 2021途・2023 - 2023途）
- 高木康成（2014）
- 髙田竜星（2022 - 2023）
- 髙橋洸（2014 - 2017）
- 髙橋慎之介（2015 - 2016）
- 髙橋優貴（2023 - 2023途）
- 高山竜太朗（2017 - 2020）
- 竹下徠空（2025 - ）
- 竹嶋祐貴（2010）
- 田島洸成（2016 - 2019）
- 巽大介（2018 - 2020）
- 立岡宗一郎（2023 - 2024途）
- 田中大輝（2016 - 2018）
- 田中太一（2015 - 2016）
- 田中貴也（2015 - 2017途）
- 田中豊樹（2020 - 2020途・2022 - 2023途）
- 田中優大（2018 - 2021）
- ダニエル・ミサキ（2021途 - 2022）
- 谷岡竜平（2020 - 2023）
- 田上優弥（2024 - ）
- 田原啓吾（2013 - 2016）
- 田村朋輝（2023 - ）
- 千葉隆広（2024 - ）
- 崔暁（2006途 - 終了）
- 土田瑞起（2012 - 2014途・2017）
- 土本恭平（2012）
- 円谷英俊（2012）
- ナティーノ・ディプラン（2020 - 2020途）
- フリアン・ティマ（2021途 - ）
- ホセ・デラクルーズ（2021途 - 2023）
- 土井健大（2011）
- 戸田懐生（2021 - 2021途・2023 - 2025途）
- 堂上剛裕（2015 - 2015途）
- 富田龍（2022 - ）
- 直江大輔（2021 - 2021途・2025 - ）
- 長江翔太（2014 - 2016）
- 中川皓太（2023 - 2023途）
- 中田歩夢（2023 - 2024途・2025 - ）
- 奈良木陸（2021 - 2023）
- 成瀬功亮（2011 - 2018）
- 西川歩（2025 - ）
- 西村優希（2008 - 2010）
- 沼田翔平（2019 - 2020途・2022）
- ノエル（2010途 - 終了）
- 野間口貴彦（2014 - 2015途）
- 萩原哲（2023 - 2024）
- 橋本篤郎（2016 - 2020）
- 長谷川潤（2016 - 2016途）
- 花田侑樹（2023 - ）
- 比嘉賢伸（2018 - 2020）
- 尾藤竜一（2009 - 2011）
- 平井快青（2019 - 2021）
- 平岡政樹（2006）
- 平間隼人（2020 - 2021途・2022）
- 平山功太（2024 - ）
- 広畑塁（2018 - 2020）
- 黄錦豪（2024途 - ）
- 黄志龍（2010 - 2010途）
- クリスチャン・フェリス（2025途 - ）
- 福泉敬大（2011）
- 福元淳史（2009 - 2011途）
- 舟越秀虎（2024 - ）
- アダム・ブライト（2011）
- 古川祐樹（2012）
- マレク・フルプ（2024途 - ）
- 平内龍太（2023 - 2023途）
- カルロス・ペレス（2015途 - 2016）
- 保科広一（2021 - 2023）
- 星野真澄（2009 - 2010途・2013 - 2013途）
- 堀田賢慎（2021 - 2022途）
- 堀江正太郎（2025 - ）
- 堀岡隼人（2017 - 2019途・2022 - 2023途）
- 前田研輝（2021 - 2024）
- 増田大輝（2016 - 2017途）
- 増田陸（2022 - 2022途）
- 松井颯（2023 - 2023途・2025 - ）
- 松澤裕介（2017 - 2018）
- 松冨倫（2013）
- 松原聖弥（2017 - 2018途）
- 松本哲也（2007 - 2007途）
- マルティネス（2017 - 2018途）
- 丸毛謙一（2011 - 2013）※オリックスで支配下登録
- 三浦克也（2024 - ）
- 三上朋也（2023 - 2023途）
- 三木均（2008）
- 三塚琉生（2023 - 2025途）
- 宮本武文（2011 - 2012）
- 村山源（2024 - ）
- クリストファー・クリソストモ・メルセデス（2017 - 2018途）
- イスラエル・モタ（2019 - 2020途）
- 籾山幸徳（2008 - 2011）
- 森和樹（2012 - 2014）
- 森本哲星（2023 - ）
- 八百板卓丸（2020 - 2021途）
- 矢島陽平（2016 - 2017）
- 谷内田敦士（2008 - 2011）
- 山上信吾（2018 - 2020）
- 山川和大（2017 - 2021）
- 山口鉄也（2006 - 2007途）
- 山﨑友輔（2021 - 2024）
- 山下亜文（2019）
- 山下航汰（2019 - 2019途・2021）
- 山田龍聖（2025 - 2025途）
- 山本一輝（2023）
- 山本和作（2009 - 2011途）
- 山本光将（2007 - 2008）
- 横川凱（2022 - 2022途・2023 - 2023途）
- 横川雄介（2006）
- 芳川庸（2012 - 2016）
- 吉村優聖歩（2023 - ）
- 與那原大剛（2019 - 2022）
- ユーリー・ラモス（2023途 - 2024途）
- レイミン・ラモス（2019 - 2020）
- 李昱鴻（2008途 - 2010）
- 林羿豪（2006途 - 2010途）
- エルビス・ルシアーノ（2023 - ）
- レビ・ロメロ（2009 - 2009途・2010 - 2010途）
- 脇谷亮太（2012）
- 和田凌太（2011 - 2014）
- 渡辺貴洋（2012 - 2013）

## 阪神タイガース
- 穴田真規（2011 - 2013）
- ジーン・アルナエス（2025 - ）
- 石井将希（2018 - 2020途）
- 伊藤和雄（2014 - 2014途）
- 伊藤稜（2022 - ）
- 岩田将貴（2021 - 2022途）
- 小川一平（2024 - ）
- 奥山皓太（2020 - 2021）
- 小野寺暖（2020 - 2021途）
- アルビス・オヘイダ（2008）
- 片山雄哉（2019 - 2019途）
- 金村大裕（2010）
- 狩野恵輔（2013 - 2013途）
- 川﨑俊哲（2025 - ）
- 川原陸（2022 - 2024途）
- 木興拓哉（2009）
- 工藤泰成（2025 - 2025途）
- 黒田祐輔（2011 - 2013）
- スタンリー・コンスエグラ（2025 - ）
- 歳内宏明（2018 - 2018途）
- 才木浩人（2021 - 2022途）
- 阪口哲也（2011 - 2014）
- 桟原将司（2011 - 2011途）
- 佐藤蓮（2023 - 2024途）
- ロバート・ザラテ（2011 - 2012途）
- 嶋村麟士朗（2025 - ）
- 島本浩也（2011 - 2014・2021 - 2022途）
- 鈴木翔太（2021）
- 鈴木勇斗（2025 - ）
- 髙田周平（2010 - 2011）
- 髙橋遥人（2024 - 2024途）
- 高橋勇丞（2010）
- 田上健一（2010 - 2010途）
- 田中慎太朗（2008 - 2011）
- 田面巧二郎（2015 - 2016途）
- 玉置隆（2010 - 2012途）
- 辻本賢人（2009）
- トラヴィス（2015 - 2016）
- 中村泰広（2009）
- 西田直斗（2017 - 2017途）
- 西谷尚徳（2010）
- 野口恭佑（2023）
- 野原祐也（2009 - 2009途）
- 早川太貴（2025 - 2025途）
- 林啓介（2013 - 2013途）
- 原口文仁（2013 - 2016途）
- アーロム・バルディリス（2008 - 2008途）
- 一二三慎太（2016）
- 廣神聖哉（2012）
- 福島圭音（2024 - ）
- 藤井宏政（2009 - 2013）
- 藤谷洸介（2019 - 2021）
- マルコス・ベキオナチ（2011 - 2011途）
- ホセ・ベタンセス（2024 - ）
- 牧丈一郎（2020 - 2022）
- 松原快（2024 - ）
- アンソニー・マルティネス（2024 - ）
- 望月惇志（2022 - 2023）
- 森木大智（2025 - ）
- 森田一成（2009 - 2010途）
- 横田慎太郎（2018 - 2019）
- 横山雄哉（2019 - 2020途）
- 吉岡興志（2009 - 2012）
- 渡邉雄大（2022 - 2022途）

## 中日ドラゴンズ
- 赤坂和幸（2011 - 2014途）
- 赤田龍一郎（2010 - 2013途）
- 荒木雅博（2019途 - 途）
- フランク・アルバレス（2022 - 2024）
- 石岡諒太（2020 - 2021途）
- 石垣幸大（2015 - 2016）
- 石川翔（2022 - ）
- 板山祐太郎（2024 - 2024途）
- 井藤真吾（2011 - 2013途）
- 井上剣也（2025 - ）
- 岩嵜翔（2023 - 2024途）
- 岩﨑達郎（2017 - 2017途）
- 岩瀬仁紀（2019途 - 途）
- 上田洸太朗（2021 - 2022途）
- レオナルド・ウルヘエス（2017途 - 終了）
- エンリケ・ラミレス（2007）
- 大藏彰人（2018 - 2020）
- 大嶺祐太（2022）
- 岡田俊哉（2024 - 2025途）
- 尾田剛樹（2024 - 2024途）
- 垣越建伸（2021・2023 - 2024）
- 加藤聡（2009 - 2012）
- 加藤翼（2023 - 2024）
- 加藤光教（2006 - 2007）
- 加藤竜馬（2025 - ）
- ギジェルモ・ガルシア（2022 - 2022途・2023）
- 川上理偉（2024 - ）
- 川崎貴弘（2015 - 2016）
- 菊田翔友（2024 - ）
- 岸本淳希（2014 - 2016）
- 木下達生（2011 - 2011途）
- 木下雄介（2017 - 2018途）
- ラファエル・クルス（2007 - 2007途）
- 小林高也（2009 - 2011）
- 呉屋開斗（2016）
- 近藤弘基（2015 - 2016途）
- 近藤廉（2021 - 2021途・2024 - 2025途）
- 齊藤信介（2011）
- サンタマリア（2010 - 2010途）
- モイゼス・シエラ（2020 - 2020途）
- 宋相勲（2013 - 2014）
- 竹内龍臣（2021 - 2024）
- 竹下哲史（2006 - 2007）
- 多村仁志（2016）
- チェン（2007）
- 中川誠也（2016）
- 中村奈一輝（2025 - ）
- 中村紀洋（2007 - 2007途）
- 西濵幹紘（2016 - 2018）
- 野中天翔（2023 - ）
- 橋爪大佑（2014 - 2015）
- 濱田達郎（2017 - 2019・2022）
- 浜田智博（2017 - 2020）
- 樋口正修（2023 - 2023途）
- 日渡騰輝（2024 - ）
- 福敬登（2018 - 2018途）
- 福島章太（2022）
- 福元悠真（2024 - ）
- サンディ・ブリトー（2019途 - 2020）
- ヘスス（2010 - 2011途）
- エルネスト・ペレイラ（2006途 - 途）
- 藤吉優（2015 - 2017）
- 星野真生（2024 - ）
- 松木平優太（2021 - 2024途）
- 松田亘哲（2020 - 2023）
- 松山晋也（2023 - 2023途）
- マルク（2018 - 2020途）
- アリエル・マルティネス（2018途 - 2020途）
- ライデル・マルティネス（2017途 - 2018途）
- ランディ・マルティネス（2025 - ）
- 丸山泰資（2020 - 2021）
- 三浦瑞樹（2025 - 2025途）
- 三ツ間卓也（2016）
- レアンドロ・メジャ（2014 - 2015途）
- カルロス・モニエル（2024 - ）
- 森山暁生（2024 - ）
- 矢地健人（2010 - 2010途）
- 山下斐紹（2021 - 2021途）
- 山本雅士（2017 - 2018）
- 吉田嵩（2016 - 2018）
- ペドロ・レビーラ（2022途 - 途・2023）
- クリスチャン・ロドリゲス（2024 - 2024途）
- ヤリエル・ロドリゲス（2020 - 2020途）
- ルーク・ワカマツ（2021 - 2022途）
- 渡辺勝（2016 - 2018）

## オリックス・バファローズ
- 赤松幸輔（2016 - 2017）
- 芦田丈飛（2024 - ）
- 東晃平（2018 - 2022途）
- 東弘明（2014）
- 井口和朋（2024 - 2024途）
- 稲倉大輝（2012 - 2013）
- 稲富宏樹（2018 - 2021）
- 乾健斗（2025 - ）
- 今坂幸暉（2025 - ）
- 入山海斗（2023 - 2025途）
- 上野響平（2023 - 2024）
- 上原堆我（2025 - ）
- 宇田川優希（2021 - 2022途）
- 漆原大晟（2019 - 2020途）
- 遠藤成（2025 - ）
- 大江海透（2024 - ）
- 大里昂生（2022 - 2023途）
- 大下誠一郎（2020 - 2020途）
- 大田阿斗里（2016 - 途）
- 岡﨑大輔（2020 - 2021途）
- 小野泰己（2023 - 2023途・2024 - ）
- 甲斐拓哉（2012）
- 柿原翔樹（2012 - 2013）
- 梶本達哉（2008 - 2008途）
- 香月一也（2024 - ）
- 角屋龍太（2017）
- 川瀬堅斗（2021 - 2024途）
- 河内康介（2025 - ）
- 河野聡太（2024 - ）
- 神戸文也（2017 - 2019途）
- 木下元秀（2024）
- 宜保翔（2025 - ）
- 黒木優太（2020）
- 古長拓（2021）
- 小林賢司（2012）
- 近藤一樹（2015 - 2015途）
- 近藤大亮（2021 - 2022途）
- 才木海翔（2023 - 2024途）
- 榊原翼（2017 - 2018途・2022）
- 榊原諒（2014 - 2014途）
- 坂本一将（2017 - 2018）
- 佐藤一磨（2020 - 2024途）
- 佐藤峻一（2015）
- 佐藤優悟（2020 - 2021）
- 佐野皓大（2018 - 2018途）
- 佐野如一（2021 - 2021途）
- 柴田誠也（2007）
- 清水武蔵（2025 - ）
- ダリル・ジョージ（2017）
- 寿賀弘都（2024 - ）
- レアンドロ・セデーニョ（2023 - 2023途）
- 園部佳太（2022 - 2023）
- 園部聡（2015 - 2016途）
- 田島光祐（2025 - ）
- 田城飛翔（2021）
- 谷岡楓太（2020 - 2022）
- 茶野篤政（2023 - 2023途）
- 陳睦衡（2025 - ）
- 張奕（2017 - 2019途）
- 塚田貴之（2016 - 2016途）
- 塚原頌平（2019）
- 辻垣高良（2021 - 2023）
- 釣寿生（2021 - 2023）
- 鶴見凌也（2020 - 2022）
- 寺本聖一（2025 - ）
- ジャリッド・デール（2025 - ）
- 戸田亮（2016 - 2018）
- 富山凌雅（2023 - 2024途）
- 中川颯（2023）※DeNAで支配下登録
- 中田惟斗（2020 - 2024）
- 中村勝（2022途 - 途）
- 中道勝士（2017）
- 西浦颯大（2021）
- 西川拓喜（2013 - 2013途）
- 西濱勇星（2023）
- 延江大輔（2012）
- フレディ・バイエスタス（2010途 - 2011途）
- 原大輝（2013 - 2015）
- 比屋根彰人（2018 - 2020）
- 平野大和（2020 - 2023途・2024）
- 廣澤伸哉（2022）
- フェリペ（2018 - 2021）
- グレゴリー・ベロス（2011途 - 2012）
- 本田仁海（2019 - 2019途）
- 前佑囲斗（2025 - ）
- 松山真之（2020 - 2022）
- ウィルソン・マトス（2011途 - 終了）
- 宮國凌空（2024 - ）
- 宮本大輔（2007 - 2008）
- 椋木蓮（2023 - 2024途）
- 村上喬一朗（2023 - ）
- 村西良太（2025 - ）
- 山﨑颯一郎（2020）
- 山崎正貴（2012 - 2013）
- 山田修義（2015 - 2015途）
- 山中尭之（2022 - 2024）
- 横山楓（2025 - 2025途）

## 福岡ソフトバンクホークス
- 相原雄太（2025 - ）
- 赤羽蓮（2023 - ）
- 荒木翔太（2020 - 2022）
- 新崎慎弥（2012 - 2014）
- 有馬翔（2012 - 2013途）
- アレクサンダー・アルメンタ（2022 - ）
- デービッド・アルモンテ（2024 - ）
- 石川柊太（2014 - 2016途）
- 飯田一弥（2012 - 2013）
- 飯田優也（2013 - 2014途）
- 生海（2025 - ）
- 井﨑燦志郎（2022 - ）
- 石塚綜一郎（2020 - 2024途）
- 居谷匠真（2021 - 2023）
- 伊藤大智郎（2011 - 2017）
- 伊藤大将（2020 - 2024）
- 伊藤祐介（2016 - 2018）
- 猪本健太郎（2009 - 2013）
- 内田好治（2009 - 2011）
- 内野海斗（2023 - ）
- 大泉周也（2024 - ）
- 大城真乃（2021 - ）
- 大城祐二（2011）
- 大関友久（2020 - 2021途）
- 大滝勇佑（2013 - 2015）
- 大竹耕太郎（2018 - 2018途）
- 大竹風雅（2023 - ）
- 大立恭平（2013）
- 大田原隆太（2011 - 2012）
- 大友宗（2025 - ）
- 大西宏明（2011）
- 大西正樹（2009 - 2010）
- 大本将吾（2017 - 2020）
- 岡植純平（2023 - ）
- 岡田皓一朗（2025 - ）
- 尾形崇斗（2018 - 2020途）
- 緒方理貢（2021 - 2024途）
- 岡本直也（2019 - 2023）
- 奥村政稔（2023）
- ホセ・オスーナ（2023 - ）
- マイケル・オルムステッド（2010途 - 終了）
- 柿木映二（2015 - 2017）
- 笠原大芽（2019）
- 風間球打（2025 - ）
- 勝連大稀（2020 - ）
- 加藤洸稀（2022 - 2024）
- 加藤晴空（2022 - ）
- 金子将太（2015 - 2016）
- 釜元豪（2012 - 2015途）
- 亀澤恭平（2012 - 2014）※中日で支配下登録
- 川口冬弥（2025 - 2025途）
- 河野伸一朗（2025 - ）
- 川原弘之（2016 - 2019途）
- 川原田純平（2025 - ）
- 川村友斗（2022 - 2024途）
- 勧野甲輝（2014 - 2015）
- 北方悠誠（2015）
- 木下勇人（2025 - ）
- 木村光（2023 - 2023途）
- 漁府輝羽（2025 - ）
- 熊谷太雅（2025 - ）
- 黒瀬健太（2019 - 2022途）
- 桑原秀侍（2021 - ）
- 鍬原拓也（2024）
- 河野大樹（2015 - 2016）
- 幸山一大（2015 - 2018）
- 小斉祐輔（2006 - 2006途）
- 小澤怜史（2019 - 2020）
- 児玉龍也（2016 - 2018）
- 小林珠維（2023 - 2024）
- オスカー・コラス（2017途 - 2019途）
- 齋藤誠哉（2015 - 2018）
- 齊藤大将（2024途 - 2024終了）
- ザイレン（2025 - ）
- 坂田将人（2014 - 2015・2017）
- 佐久間拓斗（2022 - 2024）
- 佐倉俠史朗（2024 - ）
- 佐々木明都（2023 - ）
- 笹沼明広（2012 - 2014）
- 佐藤航太（2023 - ）
- 佐藤琢磨（2022 - 2024）
- 佐藤直樹（2024 - 2024途）
- 佐藤宏樹（2021 - 2024）
- ダリオ・サルディ（2024 - ）
- 澤柳亮太郎（2025 - ）
- 塩士暖（2025 - ）
- 重田倫明（2019 - 2023）
- 重松凱人（2023 - ）
- 柴田亮輔（2013）
- 清水貴之（2012 - 2014）
- 清水陸哉（2017 - 2020）
- 下沖勇樹（2013）
- マルコ・シモン（2022 - ）
- 周東佑京（2018 - 2019途）
- 蕭一傑（2013）
- ジョシュ・ショート（2011途 - 2012）
- 島袋洋奨（2018 - 2019）
- 白根尚貴（2015）※DeNAで支配下登録
- 鈴木駿也（2011 - 2014）
- 砂川リチャード（2018 - 2020途）
- 千賀滉大（2011 - 2012途）
- 曽根海成（2014 - 2017途）
- 瀧本将生（2022 - 2024）
- 拓也（2011 - 2013）
- 田城飛翔（2017 - 2020）
- 田上奏大（2022 - 2022途・2025 - ）
- 張峻瑋（2025 - ）
- 津嘉山憲志郎（2025 - ）
- ファン・デレオン（2011 - 2011途）
- 堂上隼人（2009 - 2009途）
- ドリュー・トゥサント（2009途 - 2010途）
- 東方伸友（2014 - 2017）
- 飛田悠成（2023 - ）
- 豊福晃司（2012 - 2013）
- 中澤恒貴（2024 - ）
- 仲田慶介（2022 - 2024途）
- 中原大樹（2011 - 2014）
- 長水啓眞（2024 - ）
- 中道佑哉（2021 - 2023）
- 中村恵吾（2015）
- 中村晨（2016 - 2019）
- 中村宜聖（2019 - 2023）
- 中村亮太（2021 - 2022途・2023 - 2024途）
- 西尾歩真（2023 - ）
- 西山道隆（2006 - 2006途）
- 二保旭（2009 - 2012途）
- 野澤佑斗（2016 - 2020）
- エドガルド・バイエス（2011途 - 終了）
- 長谷川宙輝（2017 - 2019）※ヤクルトで支配下登録
- ハモンド（2022 - ）
- 早真之介（2021 - 2023）
- エディソン・バリオス（2012 - 2013途・2015 - 2015途）
- 張本優大（2014 - 2016途・2019）
- 日暮矢麻人（2018 - 2020）
- 樋越優一（2016 - 2018）
- 広瀬結煌（2025 - ）
- マイロン・フェリックス（2022 - 2024）
- 藤井皓哉（2022 - 2022途）
- 藤田淳平（2024 - ）
- 藤田宗一（2011 - 2011途）
- 藤野恵音（2022 - ）
- 藤原大翔（2024 - ）
- 舟越秀虎（2020 - 2023）
- 古川侑利（2024）
- 古澤勝吾（2019 - 2020）
- フランケリー・ヘラルディーノ（2022 - 2023）
- 星野恒太朗（2024 - ）
- 細山田武史（2014 - 2015途）
- 堀内汰門（2015 - 2018途・2020）
- 前田純（2023 - 2024途）
- 牧原大成（2011 - 2012途）
- 松冨倫（2014）
- 松本龍憲（2017 - 2018）
- 三浦翔太（2012 - 2014）
- 三浦瑞樹（2022 - 2024途）
- 三代祥貴（2022 - 2024）
- 水口創太（2023 - ）
- 南貴樹（2014）
- 宮﨑駿（2013 - 2015）
- 宮﨑颯（2023 - 2025途）
- 宮里優吾（2024 - ）
- 村上舜（2020 - 2024）
- リバン・モイネロ（2017途 - 途）
- 盛島稜大（2023 - ）
- 森山孔介（2017 - 2018）
- 八木健史（2013 - 2014）
- 安田圭佑（2011 - 2014）
- 柳川洋平（2009 - 2011途）
- 柳瀬明宏（2011 - 2012途）
- 山崎琢磨（2022 - ）
- 山下亜文（2015 - 2018）
- 山下恭吾（2023 - ）
- 山田大樹（2007 - 2010途）
- 山本恵大（2022 - 2025途）
- 吉川元浩（2008 - 2008途）
- 吉住晴斗（2021）
- 吉本祥二（2015 - 2017）
- 李杜軒（2016）※ロッテで支配下登録
- アンディ・ロドリゲス（2021）
- ルイス・ロドリゲス （2022途 - ）
- 渡辺健史（2016 - 2020）
- 渡邊佑樹（2023 - 2024）
- 渡邉雄大（2018 - 2020途）
- 渡邉陸（2019 - 2021途）

## 北海道日本ハムファイターズ
- 安西叶翔（2025 - ）
- 阿部和広（2022 - 2024）
- 梅林優貴（2024 - 2024途）
- 海老原一佳（2019 - 2021）
- 柿木蓮（2023 - 2024）
- 鍵谷陽平（2024 - 2024途）
- 加藤大和（2024 - ）
- 川勝空人（2025 - ）
- 北浦竜次（2025 - ）
- 齊藤伸治（2021 - 2024）
- 澁谷純希（2025 - ）
- 鈴木遼太郎（2021）
- 清宮虎多朗（2025 - ）
- 孫易磊（2023途 - 2025途）
- 髙濱祐仁（2020 - 2020途）
- 高山優希（2020 - 2022）
- 田中瑛斗（2022 - 2022途）
- 中山晶量（2023 - ）
- 難波侑平（2022）
- 長谷川凌汰（2020 - 2021途・2022）
- 濵田泰希（2024 - ）
- 速水隆成（2022）
- 樋口龍之介（2020 - 2020途・2022）
- 姫野優也（2021 - 2023）
- 平田大樹（2024 - ）
- 福島蓮（2022 - 2024途）
- 藤田大清（2023 - ）
- 古川侑利（2022 - 2022途）
- マイカ与那嶺（2025 - ）
- 松岡洸希（2024 - 2025途）
- 松本遼大（2021 - ）
- 宮内春輝（2024 - 2024途・2025 - 2025途）
- 宮田輝星（2020 - 2021途）
- 森本龍弥（2019）
- 柳川大晟（2022 - 2024途）
- 山口アタル（2023 - ）
- 山本晃大（2023 - ）
- 王柏融（2023 - 2023途）

## 千葉ロッテマリーンズ
- 秋山正雲（2025 - ）
- ホセ・アコスタ（2020 - 2021）
- スティベン・アセベド（2025 - 2025途）
- シェルテン・アポステル（2023途 - 終了）
- 生山裕人（2009 - 2012）
- 池田健（2008 - 2009途）
- 石川歩（2024 - 2024途）
- 石田淳也（2011 - 2012）
- 茨木佑太（2025 - ）
- 植田将太（2020 - 2021途）
- 大木貴将（2016 - 2016途）
- 大谷龍次（2008 - 2009）
- 大嶺祐太（2020 - 2020途）
- 岡田幸文（2009 - 2009途）
- 小沼健太（2021 - 2022途）
- 柿沼友哉（2016 - 2016途）
- 勝又琉偉（2023 - ）
- 金森敬之（2014 - 2014途）
- 鎌田光津希（2019 - 2020）
- 河村説人（2024 - 2024途）
- 岸敬祐（2014）
- 木本幸広（2009 - 2012）
- 黒川凱星（2023 - 2024）
- 黒沢翔太（2011 - 2013途）
- 髙野光海（2024 - ）
- 小林憲幸（2008 - 2009）
- 佐藤奨真（2021 - 2022途）
- 澤田圭佑（2023 - 2023途）
- エドワード・サントス（2020）
- サンディ・サントス（2021 - 2022）
- 白川大輔（2008 - 2009）
- 白濱快起（2023 - 2024）
- 菅野剛士（2024 - 2024途）
- 菅原祥太（2017）
- 鈴江彬（2009 - 2012）
- 角晃多（2009 - 2012途）
- 髙濱卓也（2020 - 2021途）
- 武内涼太（2024 - ）
- 田中崇博（2009）
- 田中楓基（2022 - ）
- 谷川唯人（2021 - 2023）
- 谷村剛（2025 - ）
- 田村領平（2008 - 2010）
- 茶谷健太（2019）
- 蔡森夫（2011 - 2012）
- 土肥星也（2023 - 2024）
- 富山紘之進（2024 - ）
- 長島幸佑（2025 - ）
- 永島田輝斗（2022 - ）
- 中村亮太（2025 - ）
- 西野勇士（2009 - 2012）
- 二保旭（2024 - 2024途）
- 速水将大（2022 - 2023）
- 原嵩（2021）
- エルウィン・パラシオス（2025 - ）
- 肘井竜蔵（2014 - 2015途）
- ダリットソン・フェリス（2023）
- 藤田和樹（2024 - ）
- 古谷拓郎（2023 - 2024）
- ホセ・フローレス（2020 - 2020途）
- ホルヘ・ペラルタ（2021 - 2022）
- 松石信八（2024 - ）
- 松永昂大（2022 - 2022途）
- アンディ・マーティン（2024途 - ）
- 宮本裕司（2008 - 2009途）
- フアン・ムニス（2009 - 2009途）
- 村山亮介（2022 - 2024）
- 本前郁也（2020 - 2021途・2025 - ）
- 森遼大朗（2018 - 2021・2025 - ）
- 安江嘉純（2017 - 2018）
- 山口祥吾（2011 - 2012）
- 山室公志郎（2010 - 2010途）
- 山本大斗（2021 - 2022途）
- 吉川悠斗（2023 - 2025途）
- 吉田真史（2009 - 2011）
- 吉田凌（2024 - 2024途）
- 林彦峰（2010 - 2011）
- 和田康士朗（2018 - 2020途）

## 横浜DeNAベイスターズ
横浜ベイスターズ時代も含む。
- 粟飯原龍之介（2024 - ）
- 網谷圭将（2016 - 2018）
- 石川達也（2021 - 2022途）
- 今井金太（2013 - 2015）
- 大橋武尊（2022 - 2023）
- 小笠原蒼（2024 - ）
- 笠井崇正（2017）
- 笠谷俊介（2025 - ）
- 勝又温史（2022 - 2023）
- 加藤大（2021 - 2023）
- 金渕光希（2025 - ）
- 亀井塔生（2015 - 2018）
- 草野陽斗（2023 - ）
- 小林公太（2010 - 2012）
- 小深田大地（2024）
- 今野瑠斗（2023 - ）
- 九鬼隆平（2024 - 2025途）
- 国吉佑樹（2010 - 2011途）
- 小針大輝（2025 - ）
- 古村徹（2013 - 2014）
- レミー・コルデロ（2019 - 2021）
- 近藤大雅（2024 - ）
- 櫻井周斗（2023 - 2023途）
- 清水麻成（2024 - ）
- ケビン・シャッケルフォード（2021 - 2021途）
- 上甲凌大（2023 - 2023途・2025 - ）
- 庄司陽斗（2024 - 2025途）
- 杉本昌都（2008 - 2010）
- スターリン（2021 - 2023）
- 砂田毅樹（2014 - 2015途）
- 関口雄大（2008）
- 鄭凱文（2013 - 2013途）
- 平良拳太郎（2022 - 2022途）
- 高見澤郁魅（2024 - ）
- 田中健二朗（2020 - 2021途）
- 田村丈（2016 - 2018途）
- 陳瑋（2009 - 2010）
- 陳冠宇（2012 - 2014途）
- 靍岡賢二郎（2019途 - 終了）
- ジョフレック・ディアス（2020 - 2024途）
- フランディー・デラロサ（2020 - 2021）
- 冨田康祐（2012 - 2013途）
- トラヴィス（2013 - 2014）
- 中川虎大（2018 - 2019途）
- 西巻賢二（2023 - 2023途・2025 - ）
- 西森将司（2012 - 2013途）
- 橋本達弥（2025 - 2025途）
- 東出直也（2022 - 2023）
- 深沢鳳介（2025 - ）
- 堀岡隼人（2024 - 2024途）
- 松下一郎（2011 - 2013）
- 松本隆之介（2023 - 2023途）
- ハンセル・マルセリーノ（2022 - 2025途）
- アレクサンダー・マルティネス（2024）
- 萬谷康平（2013 - 2013途）
- 水野滉也（2018 - 2019）
- 宮城滝太（2019 - 2022途）
- 宮國椋丞（2021途 - 途）
- 村川凪（2022 - 2024）
- ケビン・モスカテル（2013途 - 2014）
- ウィルニー・モロン（2024）
- 山本武白志（2016 - 2018）
- 吉岡暖（2025 - ）
- 蓮（2023 - ）
- 渡辺明貴（2023 - 2024）
- 王靖超（2009 - 2010）

## 埼玉西武ライオンズ
- 赤上優人（2021 - 2022途・2024）
- アブナー・アブレイユ（2013 - 2014途）
- 粟津凱士（2022 - 2024）
- 出井敏博（2020 - 2023）
- 伊藤翔（2022 - 2024）
- 井上広輝（2024 - ）
- 上間永遠（2022 - ）
- 大窪士夢（2019 - 2021）
- 大曲錬（2025 - ）
- 奥村光一（2024 - 2024途）
- オケム（2025 - ）
- 金子功児（2024 - ）
- アンソニー・ガルシア（2024 - 2024途・2025 - ）
- 川下将勲（2024 - ）
- 川野涼太（2024 - ）
- 川村啓真（2022 - 2022途）
- 木瀬翔太（2024 - ）
- 木村昇吾（2017 - 2017途）
- 黒木優太（2025 - 2025途）
- ロマー・コドラド（2022途 - 2023）
- 駒月仁人（2022途 - 終了）
- 是澤涼輔（2023 - ）
- 齊藤大将（2022 - 2024途）
- 齊藤誠人（2018 - 2019途）
- 佐々木健（2024 - 2025途）
- 佐藤爽（2025 - ）
- 佐藤太陽（2025 - 2025途）
- 澤田遥斗（2025 - ）
- ジョセフ（2021 - 2024）
- シンクレア（2024 - ）
- 菅井信也（2022 - 2024途）
- 高木渉（2018）
- 髙橋朋己（2019 - 2020）
- 滝澤夏央（2022 - 2022途）
- 谷口朝陽（2024 - ）
- 多和田真三郎（2021）
- 東野葵（2019 - 2021途）
- 戸川大輔（2015）
- 中熊大智（2019 - 2022途）
- 仲田慶介（2025 - 2025途）
- 中田祥多（2012 - 2012途）
- 仲三河優太（2024 - 2025途）
- 野田海人（2025 - ）
- 野村和輝（2023 - ）
- 長谷川信哉（2021 - 2022途）
- 浜屋将太（2025 - 2025途）
- 林﨑遼（2015 - 2015途）
- 福尾遥真（2025 - ）
- 冨士大和（2025 - ）
- 藤澤亨明（2012 - 2013途）
- ブランドン（2024 - 2024途）
- 古市尊（2022 - 2023途）
- ジャシエル・ヘレラ（2022途 - 2023）
- 星孝典（2019途 - 終了）
- 前川恭兵（2013 - 2015）
- 牧野翔矢（2023 - 2024途）
- 豆田泰志（2021 - 2023途）
- 三浦大輝（2023 - ）
- 水上由伸（2021 - 2021途）
- 水口大地（2013 - 2015途）
- 宮澤太成（2025 - ）
- アニェニル・メンドーサ（2013 - 2013途）
- 森脇亮介（2024 - ）
- モンテル（2023 - 2025途）
- 與座海人（2019）
- ラマル（2025 - ）
- ビクター・ロペス（2024 - ）
- ポーフィリオ・ロペス（2014）

## 広島東洋カープ
- 飯田宏行（2007）
- 池ノ内亮介（2011 - 2013）
- 畝章真（2020 - 2021）
- 大盛穂（2019）
- 岡田明丈（2024 - 2024途）
- 岡林飛翔（2018 - 2019）
- エスマイリン・カリダ（2007 - 2007途）
- 河内貴哉（2010 - 2012途）
- 菊地原毅（2012 - 2012途）
- 木下元秀（2020 - 2023）
- 木村聡司（2015 - 2019）
- ウィルフィレーセル・ゲレロ（2010 - 2011）
- 小林樹斗（2025 - ）
- 小船翼（2025 - ）
- 小松剛（2013）
- ロベルト・コルニエル（2020途 - 2021途）
- 坂田怜（2022 - 2024）
- 佐々木健（2018 - 2021）
- 佐藤啓介（2024 - 2024途）
- フアン・サンタナ（2019途 - 途）
- 新家颯（2022 - 2024）
- 杉田健（2024 - ）
- 杉原望来（2024 - ）
- ディオーニ・ソリアーノ（2009途 - 2010途）
- 竹下海斗（2025 - ）
- ジョアン・タバーレス（2018途 - 終了）※中日で支配下登録
- 塚田晃平（2012 - 2013）
- 辻空（2013 - 2015）
- 辻大雅（2023 - 2025途）
- デヘスス（2015）
- 戸田隆矢（2021 - 2022）
- 富永一（2012 - 2013）
- 永川光浩（2010 - 2014）
- 中谷翼（2006 - 2007途・2011 - 2013）
- 中村憲（2011 - 2012途）
- 中村亘佑（2010 - 2015）
- 中村貴浩（2023 - 2023途）
- 中村真崇（2012 - 2013）
- 中村来生（2022 - 2023）
- 名原典彦（2023 - ）
- 行木俊（2022 - 2023）
- サビエル・バティスタ（2016途 - 2017途）
- 久本祐一（2015）
- 藤井黎來（2018 - 2020途・2024）
- 二俣翔一（2021 - 2022）
- ヘロニモ・フランスア（2018途 - 途）
- 前川誠太（2022 - 2025途）
- 松浦耕大（2015 - 2017）
- 松田翔太（2009 - 2011）
- 三家和真（2012 - 2013）※ロッテで支配下登録
- アルフレッド・メナ（2019途 - 2020）
- アレハンドロ・メヒア（2016途 - 2017途）
- 持丸泰輝（2020 - 2022途）
- 森下宗（2013 - 2015）
- エマイリン・モンティージャ（2019途 - 途）
- 安竹俊喜（2025 - ）
- 山内敬太（2008 - 2010）
- 山中達也（2007 - 2010）
- 山野恭介（2011 - 2013）
- モイセス・ラミレス（2024 - ）
- ネルソン・ロベルト（2024 - ）

## 東京ヤクルトスワローズ
- 赤羽由紘（2021 - 2022途）
- 麻生知史（2010 - 2012）
- 阿部健太（2015途 - 終了）
- 伊藤秀範（2007 - 2007途）
- 岩田幸宏（2022 - 2024途）
- ウーゴ（2012 - 2012途）
- 上野啓輔（2011 - 2012）
- 内山太嗣（2019 - 2022）
- 大村孟（2017 - 2018途）
- 小山田貴雄（2008 - 2009）
- 嘉手苅浩太（2024）
- 北野洸貴（2011 - 2012）
- 小澤怜史（2021 - 2022途）
- 近藤弘樹（2021 - 2021途・2023 - 2024）
- 佐藤貴規（2011 - 2014）
- 佐藤琢磨（2025 - ）
- 澤野聖悠（2025 - ）
- 下慎之介（2021 - 2024）
- 下川隼佑（2025 - 2025途）
- ジュリアス（2018 - 2020）
- 翔聖（2024途 - ）
- 鈴木康平（2025 - ）
- 鈴木裕太（2023）
- 髙野颯太（2024 - ）
- 田川賢吾（2017 - 2018途）
- 田中祐貴（2009 - 2009途）
- 塚本浩二（2009 - 2010）
- 徳山武陽（2012 - 2013途）
- 中島彰吾（2015 - 2016途）
- 中根佑二（2014 - 2015）
- 西舘昂汰（2025 - ）
- 西濱勇星（2024途 - ）
- 新田玄気（2017途 - 終了）
- 沼田翔平（2023 - 2025途）
- 根岸辰昇（2025 - ）
- 橋本星哉（2023 - 2024途）
- 平井諒（2016 - 2016途）
- 廣澤優（2025 - ）
- フェリペ（2023途 - 2024）
- ラファエル・フェルナンデス（2009 - 2011途）
- 古野正人（2017 - 2018途）
- 曲尾マイケ（2010 - 2012）
- 松井聖（2021 - 2023）
- 松本友（2019 - 2020途）
- 松本龍之介（2025 - ）
- 丸山翔大（2021 - 2023途）
- 山野太一（2023 - 2023途）
- 由規（2016 - 2016途）

## 東北楽天ゴールデンイーグルス
- 耀飛（2020）
- 有馬翔（2014）
- 池田隆英（2020）
- 井坂亮平（2013 - 2014）
- 石田駿（2021 - 2022）
- 石橋良太（2018 - 2018途）
- 井手亮太郎（2018 - 2019）
- 伊東亮大（2017）
- 入野貴大（2018）
- 内村賢介（2008 - 2008途）
- 梅津智弘（2015 - 2015途）
- エスタミー・ウレーニャ（2023）
- 江川侑斗（2020 - ）
- 榎本葵（2016）※ヤクルトで支配下登録
- 大河原翔（2022 - 2024）
- 大坂谷啓生（2015 - 2016）
- 柿澤貴裕（2015 - 2016途）
- 片山博視（2016 - 2017）
- 加藤貴大（2011 - 2013）
- 金森久朋（2007）
- 釜元豪（2022）
- 川口隼人（2011 - 2012途）
- 岸本佑也（2025 - ）
- 北川倫太郎（2017）
- 木村謙吾（2011 - 2014）
- 木村敏靖（2017 - 2020）
- 久保裕也（2018 - 2018途）
- 古賀康誠（2023 - ）
- 小斉祐輔（2015 - 2015途）
- 小峯新陸（2020 - 2022途・2024）
- 今野龍太（2016 - 2017途）
- 佐藤智輝（2022 - 2023）
- 佐藤充（2011）
- 澤野聖悠（2020 - 2024）
- 島井寛仁（2015 - 2017）
- 下妻貴寛（2019 - 2020途）
- 蕭齊（2025 - ）
- 神保貴宏（2012 - 2014）
- 清宮虎多朗（2019 - 2024途）
- アレハンドロ・セゴビア（2015）
- 宋家豪（2016 - 2017途）
- 高堀和也（2015 - 2016）
- 匠（2016 - 2018）
- 平良竜哉（2025 - ）
- 竹下瑛広（2023 - 2024）
- 辰見鴻之介（2023 - 2023途・2025 - 2025途）
- 千葉耕太（2017 - 2019）
- 鶴田圭祐（2019）
- 寺岡寛治（2019 - 2019途）
- 中川大志（2012）
- 永田颯太郎（2023 - ）
- 中村和希（2018 - 2020）
- 中村真人（2007 - 2008途）
- 西口直人（2024 - 2025途）
- 西村弥（2014 - 2014途）
- 野元浩輝（2019）
- 則本佳樹（2019 - 2021）
- ジム・ハウザー（2012 - 2012途）
- 引地秀一郎（2022 - 2023）
- ルイス・ヒメネス（2019途 - 途）
- ルーク・ファンミル（2014途 - 途）
- フェルナンド（2019 - 2019途）
- 福森耀真（2022 - 2023）
- 福山博之（2020 - 2020途）
- 藤原紘通（2012 - 2012途）
- ラファエル・ポロ（2013 - 2013途）
- マーキ（2020 - 2022）
- 松井宏次（2010 - 2011）
- 松本京志郎（2018 - 2020）
- 水上桂（2023 - ）
- セルジオ・ミトレ（2014途 - 終了）
- 南要輔（2017 - 2020）
- 宮川将（2013 - 2013途・2015 - 2016途・2018）
- 宮森智志（2022 - 2022途）
- 向谷拓巳（2017 - 2018）
- 森雄大（2020 - 2022）
- 森田丈武（2009 - 2009途）
- 八百板卓丸（2015 - 2017途）
- 柳澤大空（2022 - 2024）
- 山田遥楓（2024 - 2024途）
- 山田大樹（2016 - 2019）
- 横山貴明（2017 - 2018）
- 横山徹也（2015途 - 終了）
- 由規（2019 - 2019途）
- 吉持亮汰（2019 - 2022）
- エドガー・ララ（2013 - 2013途）
- 渡邊佑樹（2021 - 2021途）
- 王彦程（2019途 - ）